# Silvio de Abreu
Silvio Eduardo de Abreu (São Paulo, 20 de dezembro de 1942) é um ator, diretor, roteirista, autor de telenovelas e telesséries e escritor brasileiro.
Em suas obras, tornou-se famoso por adotar o estilo policial e por ambientá-las na cidade de São Paulo, onde mora. Entre as suas obras mais famosas estão as telenovelas Guerra dos Sexos, Cambalacho, Sassaricando, Rainha da Sucata, Deus Nos Acuda, A Próxima Vítima, Torre de Babel, Belíssima e Passione. Foi responsável por solidificar o horário das 19 horas como destinado a novelas pautadas em humor e vida urbana, tendência que a TV Globo segue até hoje para o horário. Foi, ainda, o primeiro Diretor de Dramaturgia do canal.
Após sua saída da TV Globo, foi contratado para ser Supervisor de Novelas da HBO Max.

## Biografia

### Formação acadêmica e o início na carreira
Silvio é formado em cenografia pela Escola de Arte Dramática da Universidade de São Paulo (EAD-USP). A carreira teve início ao trabalhar como ator, pouco conhecido, em teatro (Tchin Tchin, ao lado de Cleyde Yáconis e Stênio Garcia), telenovela (A Muralha, Os Estranhos e A Próxima Atração) e cinema (A Super Fêmea, com Vera Fischer e John Herbert).
Após esse período, passou a ser diretor de filmes bastante identificados com a chamada pornochanchada, gênero este bastante em evidência no cinema nacional dos anos 1970, como A Árvore dos Sexos (1977) e Mulher Objeto (1980). Foi também assistente de Carlos Manga no filme O Marginal.

### Como roteirista
| “ | O prazer de não ter que se sentar em frente ao computador e ter a cabeça livre para pensar o que se quiser, é inigualável. Sinceramente, não conheço nada melhor, nem sexo. | ” |

A estreia como autor de novelas se deu em 1977, ao adaptar em parceria com o crítico cinematográfico Rubens Ewald Filho o clássico romance Éramos Seis, de Maria José Dupré, na terceira versão para a televisão, que obteve relevante sucesso e firmou parcerias com dois atores que seriam frequentes nos trabalhos posteriores: Gianfrancesco Guarnieri e Nicete Bruno. Transferiu-se para a Rede Globo em seguida, com Pecado Rasgado (1978). A novela não seria um sucesso, devido em parte à inexperiência de Silvio no meio e a desentendimentos com o diretor da trama, Régis Cardoso, o que acabou causando um afastamento do meio televisivo.
Substituiu o consagrado Cassiano Gabus Mendes, a quem vê como uma grande influência, na redação do texto de Plumas e Paetês (1980). O autor sofrera um infarto e, mesmo sem conhece-lo pessoalmente, indicara o seu nome para substituí-lo. Silvio aceitou prontamente esta incumbência e, curiosamente sem ter visto um capítulo sequer da história, direcionou-a para índices recordes de audiência. Prosseguiu com a novela Jogo da Vida (1981), outro grande sucesso, baseada no argumento de Janete Clair. Depois vieram inúmeras outras novelas de sucesso todas na faixa das 19h: Guerra dos Sexos (1983), que o consagrou nacionalmente, Cambalacho (1986) e Sassaricando (1987).
As principais produções da década de 1990 foram Rainha da Sucata (1990), que marcou a estreia do autor no horário nobre, Deus Nos Acuda (1992), e a policial A Próxima Vítima (1995), que mostrou a público temas importantes e polêmicos como prostituição por vocação, homossexualidade masculina e adultério. Para exportá-la ao exterior, foi preciso criar outro desfecho a fim de que não se perdesse o mistério. Silvio também eliminou algumas cenas, a fim de manter a coerência da história. Em 1996, no auge do sucesso como autor, ganhava R$ 53 mil por mês, valor que equivale a R$ 452 mil em 2024.
A novela seguinte, Torre de Babel (1998), recebeu muitas críticas negativas e causou polêmica devido ao excesso de cenas de violência e abordagem de temas como lesbianismo, uso de drogas, violência doméstica e assassinatos frios. Escreveu também a minissérie Boca do Lixo (1990), que consagrou a atriz Sílvia Pfeifer, então iniciante. O autor renovou a linguagem televisiva por meio da utilização de um estilo mais cinematográfico, ágil e vibrante, e pela incorporação da comédia nonsense, pastelão, como um gênero do meio.
Também escreveu para o horário das sete As Filhas da Mãe (2001), focada em comédia, um fiasco de audiência e que inclusive teve o seu final antecipado em dois meses.  Após esta experiência, Sílvio abandona as comédias das sete que o consagraram e passa a focar no horário das 21h e na supervisão de texto de autores menos experientes.
Silvio, além de ser um mestre em comédias, também é um grande mestre no killer, desde A Próxima Vítima exibida em 1995 e mais tarde Belíssima. Outra característica importante de Silvio é a repetição de personagens nas novelas, como em Rainha da Sucata, onde a personagem Dona Armênia (Aracy Balabanian) e seus três filhos voltaram em sua novela seguinte (Deus nos Acuda), e Jamanta, de Cacá Carvalho, originalmente em Torre de Babel e posteriormente em Belíssima (2005), um grande êxito seu.
Retornou à titularidade em 2010 com a telenovela Passione, exibida no horário nobre que não deixou de abordar temas repetidos, como segredos de família e assassinatos ocultos. Em 25 de outubro do mesmo ano, foi agraciado com a comenda da Ordem do Ipiranga pelo governo estadual.
Em 2012, estreou o remake de Guerra dos Sexos, que na versão original também foi de sua autoria. O folhetim, porém, acabou não atingindo o mesmo sucesso da primeira versão de 1983. A trama de Abreu terminou com média de pouco mais de 22 pontos na grande São Paulo, praça de grande importância, principalmente para o mercado publicitário.

#### Detalhes habituais
Outras 2 características próprias das telenovelas de autoria de Sílvio é a constante ambientação delas na cidade de São Paulo e o retrato de grandes empresas ou lojas que geralmente dão origem ao fio condutor da trama. 
Tony Ramos, Fernanda Montenegro, Aracy Balabanian, Glória Menezes, Gianfrancesco Guarnieri, Lima Duarte, Raul Cortez, Cláudia Jimenez, Francisco Cuoco, Cláudio Corrêa e Castro, Diogo Vilela, Cleyde Yáconis, Irene Ravache, Maitê Proença, Edson Celulari, Marcos Frota, Vera Gimenez, Cláudia Raia, Alexandre Borges, Cláudia Ohana, Emiliano Queiroz, Natália do Vale, Mauro Mendonça, Rosamaria Murtinho, Flávio Migliaccio, Vera Holtz, Glória Pires, Elias Gleizer, Marcelo Antony, Reynaldo Gianecchini, Mariana Ximenes, Nicette Bruno, Paulo Goulart, Susana Vieira, Eva Wilma, Ênio Santos, Maria Helena Dias, Mário Lago, Felipe Carone, Mário Gomes, Débora Bloch, Carlos Kroeber, Angelina Muniz, Maria Zilda, Ary Fontoura, Leina Krespi, Yara Amaral, Ney Santanna, Ada Chaseliov, Cristina Pereira, Paulo César Grande, Norma Geraldy, Regina Casé, Paulo Guarnieri, Carlos Zara, Hemílcio Fróes, Cecil Thiré, José Augusto Branco, Hilda Rebello, Gracindo Júnior, Dary Reis, Carlos Gregório, Angelita Feijó, Leopoldo Pacheco, Werner Schünemann e Cauã Reymond são atores de presenças constantes em suas tramas e costumam ser elencados para boa parte delas.

### Como supervisor de texto
Foi supervisor de texto de Carlos Lombardi na primeira novela deste como autor titular: Vereda Tropical (1984) e de João Emanuel Carneiro em Da Cor do Pecado, também na primeira novela solo (2004), ambas com grande sucesso. Exerceu novamente esta função na primeira telenovela solo de Elizabeth Jhin, Eterna Magia (2007), e em Beleza Pura (2008), de moderada repercussão, única novela da autora Andréa Maltarolli, falecida precocemente pouco tempo depois de sua exibição.
Em 2014, supervisiona Alto Astral, novela de Daniel Ortiz, baseada na sinopse deixada por Andréa Maltarolli antes de falecer. No mesmo ano, assume a Diretoria de Dramaturgia da TV Globo.

### Como escritor
Em junho de 2013, Sílvio lançou o livro "Crimes no Horário Nobre - A Teledramaturgia de Sílvio de Abreu" no Rio de Janeiro e em São Paulo. A obra, escrita por Raphael Scire, tem um prefácio de Gilberto Braga e conta a trajetória de Sílvio e seu trabalho como ator, diretor e autor de telenovelas.

### Como executivo

#### Como diretor da TV Globo
Em 2014, a Globo promove Sílvio a Diretor de Dramaturgia Diária, função na qual ele se torna responsável por aprovar novas sinopses e a sua subsequente produção. Sílvio lançou novos autores, como Angela Chaves, Manuela Dias e Bruno Luperi, neto de Benedito Ruy Barbosa e parceiro do avô na criação de Velho Chico, produzida sob a gestão de Sílvio.
Ainda em 2014, Silvio, em entrevista à jornalista Michelle Vaz, declarou que não pretendia fazer mais novelas provisoriamente. Uma vez que era o atual responsável pelo Departamento de Dramaturgia da Globo, queria dedicar-se apenas a supervisionar os novos autores.
Em 2015, Sílvio de Abreu interveio na produção da novela Babilônia, que enfretava audiência abaixo da meta, compactando doze capítulos em seis e foi acusado pelo autor João Ximenes Braga de alterar substancialmente o roteiro e falas.
Em 2016, a novela A Lei do Amor, escrita por Maria Adelaide Amaral, teria passado pelo mesmo processo, desta vez, de maneira ainda mais abruta, o que teria dificultado as relações de Sílvio com a autora. A novela enfrentava índices baixos de audiência, e a situação piorou após o afastamento de José Mayer.

##### Saída da TV Globo
Em 2020, Sílvio de Abreu foi dispensado da TV Globo em uma reforma da alta cúpula do canal. Substituído por José Luiz Villamarim, mais tarde Sílvio afirmou que pediu por seu desligamento. Segundo ele a reformulação constante do canal colocou o departamento de dramaturgia da TV Globo à mercê do departamento de programação, o que restringiu a liberdade criativa e artística dos autores e o motivou a pedir seu desligamento.
Eu teria que fazer o que mandassem, e não o que eu queria. Preferi não criar atritos.— Sílvio de Abreu
Seu último projeto no Grupo Globo foi a minissérie Passaporte para Liberdade, onde atuou como Produtor Executivo.

#### HBO Max
Em outubro de 2021, Sílvio de Abreu é contratado pelo serviço de streaming HBO Max, com o cargo de Supervisor de Novelas, cargo semelhante ao ocupado na TV Globo. Sua primeira supervisão seria a da produção de Beleza Fatal, primeiro produto do serviço de streaming com o formato semelhante ao de uma telenovela. A série é escrita por Raphael Montes e tem Murilo Rosa e Camila Pitanga em seu elenco. Após constantes adiamentos, a trama foi finalmente confirmada em abril de 2023 para estrear no segundo semestre do mesmo ano, contrariando o que foi anteriormente afirmado pela revista Veja, que confirmou apenas o início das gravações para 2023.
Esta confirmação só veio após Sílvio alterar seu contrato com a Warner Bros. Discovery Americas, responsável pela plataforma. Sílvio rescindiu seu contrato de exclusividade com a HBO Max em março de 2023, passando a ter um contrato por obra. No mesmo mês a revista Veja apurou que um dos motivos seria a insatisfação da Warner Bros. Discovery Americas com os atrasos na produção de Beleza Fatal. Apesar disso, a empresa garantiu que a decisão foi tomada por Sílvio, que, em entrevista ao jornalista Flávio Ricco do portal R7, afirmou:
Preferi sair para trabalhar em outros projetos sem exclusividade.— Sílvio de Abreu

## Trabalhos na televisão

### Como Produtor
| Ano  | Trabalho                  | Emissora             | Função             |
| ---- | ------------------------- | -------------------- | ------------------ |
| 2021 | Passaporte para Liberdade | TV Globo / Globoplay | Produtor Executivo |
| 2025 | Beleza Fatal              | Max                  | Produtor Executivo |

### Como autor
Telenovelas
| Título             | Ano  | Creditado como  | Creditado como | Creditado como      | Nota        | Horário | Emissora |
| Título             | Ano  | Autor principal | Colaborador    | Supervisor de texto | Nota        | Horário | Emissora |
| ------------------ | ---- | --------------- | -------------- | ------------------- | ----------- | ------- | -------- |
| Éramos Seis        | 1977 | Sim             |                |                     | [ nota 1 ]  | -       | TV Tupi  |
| Pecado Rasgado     | 1978 | Sim             |                |                     |             | 19hrs   | TV Globo |
| Plumas e Paetês    | 1980 | Sim             |                |                     |             | 19hrs   | TV Globo |
| Jogo da Vida       | 1981 | Sim             |                |                     |             | 19hrs   | TV Globo |
| Sétimo Sentido     | 1982 |                 | Sim            |                     | [ nota 2 ]  | 20hrs   | TV Globo |
| Guerra dos Sexos   | 1983 | Sim             |                |                     |             | 19hrs   | TV Globo |
| Vereda Tropical    | 1984 |                 |                | Sim                 | [ nota 3 ]  | 19hrs   | TV Globo |
| Cambalacho         | 1986 | Sim             |                |                     |             | 19hrs   | TV Globo |
| Bambolê            | 1987 |                 |                | Sim                 |             | 18hrs   | TV Globo |
| Sassaricando       | 1987 | Sim             |                |                     |             | 19hrs   | TV Globo |
| Rainha da Sucata   | 1990 | Sim             |                |                     |             | 20hrs   | TV Globo |
| O Dono do Mundo    | 1991 |                 | Sim            |                     | [ nota 5 ]  | 20hrs   | TV Globo |
| Deus Nos Acuda     | 1992 | Sim             |                |                     |             | 19hrs   | TV Globo |
| Éramos Seis        | 1994 | Sim             |                |                     | [ nota 6 ]  | -       | SBT      |
| A Próxima Vítima   | 1995 | Sim             |                |                     |             | 20hrs   | TV Globo |
| O Amor Está no Ar  | 1997 |                 |                | Sim                 | [ nota 7 ]  | 18hrs   | TV Globo |
| Anjo Mau           | 1997 |                 |                | Sim                 | [ nota 8 ]  | 18hrs   | TV Globo |
| Torre de Babel     | 1998 | Sim             |                |                     |             | 20hrs   | TV Globo |
| Andando nas Nuvens | 1999 |                 |                | Sim                 | [ nota 9 ]  | 19hrs   | TV Globo |
| As Filhas da Mãe   | 2001 | Sim             |                |                     |             | 19hrs   | TV Globo |
| Da Cor do Pecado   | 2004 |                 |                | Sim                 |             | 19hrs   | TV Globo |
| Belíssima          | 2005 | Sim             |                |                     |             | 20hrs   | TV Globo |
| Eterna Magia       | 2007 |                 |                | Sim                 | [ nota 10 ] | 18hrs   | TV Globo |
| Sete Pecados       | 2007 |                 |                | Sim                 |             | 19hrs   | TV Globo |
| Beleza Pura        | 2008 |                 |                | Sim                 |             | 19hrs   | TV Globo |
| Passione           | 2010 | Sim             |                |                     |             | 20hrs   | TV Globo |
| Guerra dos Sexos   | 2012 | Sim             |                |                     |             | 19hrs   | TV Globo |
| Alto Astral        | 2014 |                 |                | Sim                 | [ nota 11 ] | 19hrs   | TV Globo |
| Babilônia          | 2015 |                 | Sim            |                     | [ nota 12 ] | 21hrs   | TV Globo |
| A Lei do Amor      | 2016 |                 | Sim            |                     | [ nota 12 ] | 21hrs   | TV Globo |
| Sol Nascente       | 2016 |                 |                | Sim                 | [ nota 13 ] | 18hrs   | TV Globo |
| Deus Salve o Rei   | 2018 |                 |                | Sim                 | [ nota 14 ] | 19hrs   | TV Globo |

Séries e minisséries
| Ano  | Trabalho         | Escalação           | Emissora   | Notas                                                                                              |
| ---- | ---------------- | ------------------- | ---------- | -------------------------------------------------------------------------------------------------- |
| 1976 | Teatro 2         | Autor principal     | TV Cultura | Episódio: "Caixa-forte" Episódio: "A Dama de Copas e o Rei de Cuba" Episódio: "Hojé é dia de rock" |
| 1990 | Boca do Lixo     | Autor principal     | Rede Globo | |
| 2003 | Sob Nova Direção | Supervisor de texto | Rede Globo | Especial de fim de ano                                                                             |

Programas
| Ano  | Trabalho          | Escalação  | Emissora   | Parceiros titulares |
| ---- | ----------------- | ---------- | ---------- | ------------------- |
| 1978 | Cabaret Literário | TV Cultura | Roteirista |                     |
| 1979 | Hebe              | Band       | Roteirista |                     |
| 1979 | Telecurso 2º Grau | Rede Globo | Roteirista | Carlos Lombardi     |
| 1995 | Não Fuja da Raia  | Rede Globo | Roteirista |                     |

### Como ator
Televisão e cinema
| Ano       | Trabalho                  | Emissora        | Personagem                                                       |
| --------- | ------------------------- | --------------- | ---------------------------------------------------------------- |
| 2010      | Ti Ti Ti                  | Rede Globo      | Ele mesmo aparece no lançamento do livro de Stela (Mila Moreira) |
| 2003      | Cena Aberta               | Rede Globo      | Médico no episódio Folhetim                                      |
| 2001      | As Filhas da Mãe          | Rede Globo      | Entregador do Oscar a Lulu de Luxemburgo                         |
| 1986      | Cambalacho                | Rede Globo      | Padre do casamento de Naná e Jejê                                |
| 1971      | Editora Mayo, Bom Dia     | TV Record       | Subdelegado Damasceno Righi Salomão                              |
| 1970 1971 | A Próxima Atração         | Rede Globo      | Damasceno                                                        |
| 1970      | Dom Camilo e os cabeludos | TV Tupi         |                                                                  |
| 1969      | Dez Vidas                 | TV Excelsior    |                                                                  |
| 1969      | Sangue do Meu Sangue      | TV Excelsior    |                                                                  |
| 1968      | Os Estranhos              | TV Excelsior    |                                                                  |
| 1968      | A Muralha                 | TV Excelsior    | Abreu                                                            |
| 1967      | Os Miseráveis             | TV Bandeirantes |                                                                  |
| 1967      | O Grande Segredo          | TV Excelsior    | Juvenal                                                          |
| 1967      | TV de Vanguarda           | TV Tupi         | vários                                                           |

### Como diretor
Programas
| Ano  | Trabalho          | Emissora              | Escalação                                                     | Parceiros titulares |
| ---- | ----------------- | --------------------- | ------------------------------------------------------------- | ------------------- |
| 1979 | Telecurso 2º Grau | Rede Globo TV Cultura | Diretor de Língua Portuguesa, Literatura Brasileira e Química |                     |
| 1970 | Aplauso           | Rede Record           | Assistente de direção                                         | Carlos Manga        |

## Trabalhos no cinema

### Como roteirista
| Ano  | Título                                    |
| ---- | ----------------------------------------- |
| 1981 | Mulher Objeto - adaptação / roteiro final |
| 1975 | Assim era a Atlântida                     |
| 1974 | Gente que Transa                          |

### Como diretor
| Ano  | Título                |
| ---- | --------------------- |
| 1981 | Mulher Objeto         |
| 1977 | Elas São do Baralho   |
| 1976 | A Árvore dos Sexos    |
| 1975 | Assim era a Atlântida |
| 1974 | Gente Que Transa      |

### Como ator
| Ano  | Título               | Papel              |
| ---- | -------------------- | ------------------ |
| 2008 | A Guerra dos Rocha   | Pianista da festa  |
| 2004 | Sexo, Amor e Traição |                    |
| 2002 | Helena               |                    |
| 1984 | Memórias do Cárcere  |                    |
| 1973 | A Superfêmea         | contato da agência |
| 1972 | A Marcha             |                    |
| 1968 | Panca de Valente     |                    |

## Trabalhos no teatro

### Como autor
| Ano  | Título               |
| ---- | -------------------- |
| 1995 | Caia na Raia         |
| 1994 | Capital Estrangeiro  |
| 1993 | Nas raias da loucura |
| 1991 | Não Fuja da Raia     |

### Como ator
| Ano  | Título                   |
| ---- | ------------------------ |
| 1971 | Os Últimos               |
| 1967 | Marat/Sade               |
| 1966 | A Alma Boa de Set-Suan   |
| 1965 | Antígone                 |
| 1965 | Tchin-tchin              |
| 1965 | O Anjo Peralta           |
| 1964 | A Ópera dos Três Vinténs |
| 1964 | Círculo de Champagne     |
| 1964 | Vereda da Salvação       |

### Como diretor
| Ano  | Título                                      |
| ---- | ------------------------------------------- |
| 1972 | O Homem do Princípio ao Fim                 |
| 1969 | Não se preocupe, Dóris, tudo vai acabar bem |
| 1968 | As Criadas (assistente de direção)          |
| 1966 | As Fúrias (assistente de direção)           |